# 수석보제
수석보제(Protodeacon, πρωτοδιάκονος)는 첫번째라는 뜻의 그리스어 πρωτο-와 "보조자", "종" 또는 "하인"을 의미하는 표준 고대 그리스어 단어 δῐᾱ́κονος에서 유래한다. 영어에서 이 단어는 특정 교회의 사용법에 따라서 다양한 성직자를 지칭할 수 있다.

## 동방 정교회와 동방 가톨릭교회

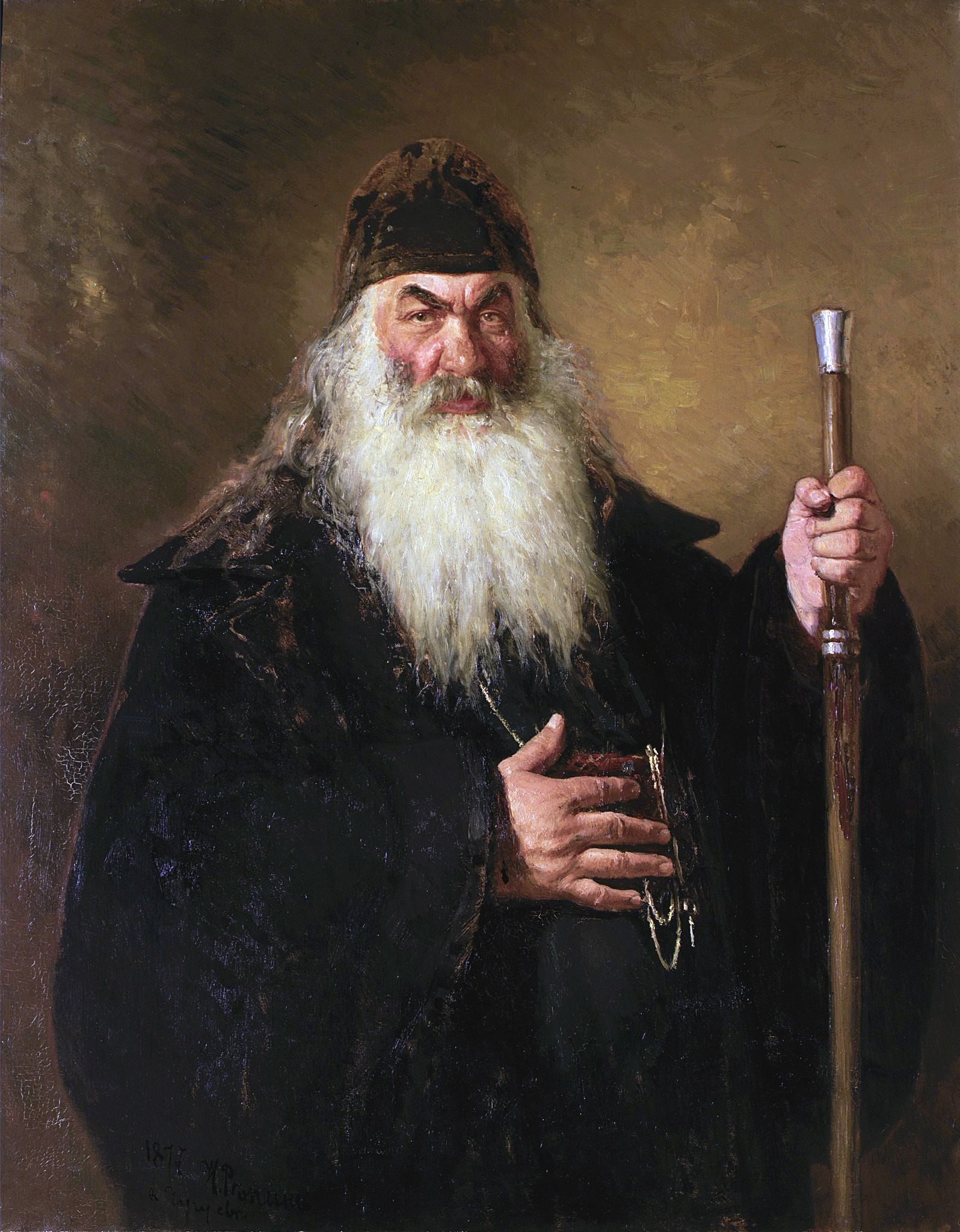
특유의 버건디색의 스쿠피아를 입고 있는 정교회 수석보제의 초상화, 일리야 레핀의 1877년작 (모스크바의 트레티야코프 미술관).

수석보제는 동방 기독교 교회에서 특정 기혼 보제에게 주어지는 명예로운 지위이다. 러시라 정교회에서 기혼 사제에게 주어지는 명예의 칭호이며, 그 표시로 성직자는 버건디색의 스쿠피아를 입을 자격이 주어진다. 동등한 계급은 수도보제-다시 말해서, 수도원의 보제-인 대보제이다. 대성당 또는 주요 교회의 상임 보제는 수석보제의 칭호를 수여받을 수 있다. 그리스의 용법에서, 주교에게 소속된 최고 보제는 대보제라고 불러진다. 슬라브식 용법에서 수석보제 또는 대보제는 특유의 오라리온(보제의 스톨)을 입는다.
수석보제는 수여된 칭호이지, 신품성사의 독특한 칭호가 아니다. 그래서 어떤 사람이 보제로 서품될 수 있는 동안, 그는 수석보제로 "승격"될 수 있다고 말해진다. 이 승격은 그 보제를 치리하는 주교에 의해서만 수여될 수 있다. 승격의 의식은 수석보제와 대보제 둘 다 동일하며, 일반적으로 신성한 전례의 소입당 동안 치러진다.
수석보제는 다른 보제들과 전례를 보조할 때, 그 자신의 보제직 서품일과 상관없이 우선권을 갖는다. 만약 여러 수석보제들이 동시에 전례를 보조한다면, 그들의 서열은 승격일로 정해진다.
주교가 거행하는 예배를 담은 전례서 아르히에라티콘(교회 슬라브어: Chinovnik)에서, 수석보제라는 용어는 실제로 그 지위를 부여받았는지 여부에 상관없이 전례를 보조하는 고위 계급의 보제를 가리키는 데 사용된다.